# 1961年の相撲
1961年の相撲（1961ねんのすもう）は、1961年の相撲関係のできごとについて述べる。

## アマチュア相撲
- 全日本相撲選手権大会で平聖一が二度目の連覇を果たす。平は通算4度優勝（1955年・1956年・1960年・1961年）。

## 大相撲

### できごと
- 1月、初場所、蔵前国技館で15日間。NHKがカラー中継開始。年寄、若者頭の定年制が発足し、立田川（元21代庄之助）、立田山（元能代潟）らが角界を去る。呼出の太郎は出羽海部屋に、小鉄は伊勢ヶ濱部屋に雇いとなって残る。初場所優勝の柏戸がエールフランスの招待で渡欧。
- 3月、春場所、大阪府立体育会館で15日間。学生横綱の東京農業大学内田が時津風部屋に入門し、幕下付出で初土俵。各段の優勝賞金をそれぞれ増額。
- 5月、夏場所、蔵前国技館で15日間。控え力士座布団は各個人用のをやめる。8日目に昭和天皇、皇后の観戦。場所後の番付編成会議で北葉山の大関昇進決定。デビッド・ジョーンズがパンアメリカン航空賞贈呈の担当者となる。
- 7月、名古屋場所、金井体育館で15日間。北葉山が新大関となり、5大関となる。
- 9月、秋場所、蔵前国技館で15日間。場所後、大鵬と柏戸を同時に横綱推挙決定。大鵬21歳3ヶ月、柏戸22歳9ヶ月。
- 10月、大阪準本場所15日間、大鵬優勝。
- 11月、大鵬と柏戸が新横綱となり、4横綱となったが、張出とせず4人が正横綱。九州場所、福岡スポーツセンターで15日間。十両で内田が全勝優勝。元大関松登引退、振分襲名。

### 本場所
- 一月場所（蔵前国技館、8～22日）
幕内最高優勝 : 柏戸剛（13勝2敗,1回目）
  - 殊勲賞-房錦、敢闘賞-富士錦、技能賞-鶴ヶ嶺

十両優勝 : 芳野嶺元志（11勝4敗）
- 三月場所（大阪府立体育会館 12～26日）
幕内最高優勝 : 朝潮太郎（13勝2敗,5回目）
  - 殊勲賞-栃光、敢闘賞-前田川、技能賞-房錦

十両優勝 : 高錦照雄（12勝3敗）
- 五月場所（蔵前国技館、7～21日）
幕内最高優勝 : 　佐田の山晋松（12勝3敗,1回目）
  - 殊勲賞-北葉山、敢闘賞-佐田の山、技能賞-栃ノ海

十両優勝 : 清ノ森政夫（12勝3敗）
- 七月場所（金山体育館、6月25～7月9日）
幕内最高優勝 : 大鵬幸喜（13勝2敗、2回目）
  - 殊勲賞-佐田の山、敢闘賞-栃光、技能賞-栃ノ海

十両優勝 : 若秩父高明（13勝2敗）
- 九月場所（蔵前国技館、10～24日）
幕内最高優勝 : 大鵬幸喜（12勝3敗,3回目）
  - 殊勲賞-出羽錦、敢闘賞-明武谷

十両優勝 : 大塚範（12勝3敗）
- 十一月場所（福岡スポーツセンター、12～26日）
幕内最高優勝 : 大鵬幸喜（13勝2敗,4回目）
  - 殊勲賞-開隆山、敢闘賞-若三杉、技能賞-栃ノ海

十両優勝 : 内田勝男（15戦全勝）

## 誕生
- 1月24日 - 維新力浩司（最高位：十両筆頭、所属：大鳴戸部屋）
- 3月1日 - 隆三杉太一（最高位：小結、所属：二子山部屋、年寄：常盤山）[1]
- 3月20日 - 伊予櫻政行（最高位：十両11枚目、所属：高砂部屋、若者頭：伊予櫻）[2]
- 4月17日 - 前乃臻康夫（最高位：小結、所属：高田川部屋）[3]
- 5月8日 - 玉麒麟安正（最高位：十両6枚目、所属：押尾川部屋）
- 6月1日 - 琴白山俊也（最高位：十両4枚目、所属：佐渡ヶ嶽部屋）
- 6月4日 - 福ノ里邦男（最高位：十両13枚目、所属：立田川部屋、若者頭：福ノ里）[4]
- 6月4日 - 清美岳太（最高位：十両13枚目、所属：伊勢ヶ濱部屋）
- 6月12日 - 龍授山正男（最高位：十両8枚目、所属：高砂部屋）
- 6月18日 - 逆鉾昭廣（最高位：関脇、所属：井筒部屋、+ 2019年【令和元年】）[5]
- 6月27日 - 益荒雄広生（最高位：関脇、所属：押尾川部屋）[3]
- 7月9日 - 騏乃嵐和稔（最高位：前頭2枚目、所属：押尾川部屋）[6]
- 8月25日 - 天凰山豊（最高位：十両13枚目、所属：春日山部屋、+ 2017年【平成29年】[7]）
- 9月12日 - 港龍安啓（最高位：前頭4枚目、所属：宮城野部屋）[8]
- 10月2日 - 大石田謙治（最高位：十両13枚目、所属：大鵬部屋）
- 10月12日 - 床弓（元・一等床山、所属：高砂部屋）
- 10月30日 - 39代木村庄之助（立行司、所属：九重部屋）[9]
- 11月8日 - 卓越山吾郎（最高位：十両5枚目、所属：高田川部屋）
- 11月27日 - 佐賀昇博（最高位：前頭14枚目、所属：押尾川部屋）[10]

## 死去
- 3月4日 - 和歌嶌（最高位：小結、所属：出羽海部屋、年寄：関ノ戸、* 1906年【明治39年】）[11]
- 3月26日 - 宮城山正見（最高位：小結、所属：井筒部屋、* 1889年【明治22年】）[12]
- 4月30日 - 2代朝潮太郎（最高位：大関、所属：高砂部屋→佐ノ山部屋→高砂部屋、* 1879年【明治12年】）[13]
- 6月28日 - 藤錦千代吉（最高位：前頭18枚目、所属：二所ノ関部屋、* 1920年【大正9年】）[14]